# Sean Dyche
Sean Mark Dyche, född 28 juni 1971 i Kettering, är en engelsk före detta fotbollsspelare och numera tränare. Dyche är mest känd för sin tid i Burnley där han var huvudtränare åren 2012 till 2022.

## Spelarkarriär
Dyche var en ungdomslagspelare i Nottingham Forest i slutet av 1980-talet under tiden Brian Clough var tränare. Han bröt benet i början av sin karriär, något som Dyche säger sig ha hämmat honom under karriären. Det lämnade honom också med en permanent böjning i benet.
Han lämnade Forest i början av 1990 utan att ha gjort något framträdande för representationslaget och skrev på för Chesterfield, där han senare blev lagkapten. Dyche var en del av laget som vann Division Tre playoffs 1995 och nådde semifinal i FA-cupen 1997. I FA-cupsemifinalen mot Middlesbrough gjorde han 2-0 för Chesterfield via straff, matchen slutade dock 3-3 och Chesterfield förlorade sedan omspelet med 3-0.
Dyche lämnade för Bristol City 1997 och var med att ta upp dem till Division One i sin första säsong. City lyckades dock inte hålla sig kvar säsongen därpå under vilken Dyche var utlånad till Luton Town. Han flyttade till Millwall i slutet av säsongen, vilka han gick upp till Division One med 2001 och var nära att ta en Premier League-plats följande år. År 2002 inledde han vad som skulle bli en treårig sejour i Watford där han var lagkapten i sin sista säsong med klubben.
Han skrev på för Northampton Town 2005 och var inblandad i deras avancemang till League One 2006. Efter utnämningen av Stuart Gray som tränare fick Dyche allt mindre speltid och släpptes i slutet av säsongen 2006-07.

## Tränarkarriär
Efter att ha släppts av Northampton avslutade Dyche sin spelarkarriär och anslöt till Watford som U18-tränare 2007. I juli 2009 flyttades han upp som assisterande tränare då Malky Mackay utsågs till Watfords huvudtränare. Mackay lämnade klubben i juni 2011 för att gå till Cardiff City och Dyche utsågs då till huvudtränare. Watford avslutade säsongen 2011-12 på en 11:e-plats i Championship men en förändring i klubbens ägarskap ledde till hans avsked i slutet av säsongen.
I oktober 2012 blev Dyche ansvarig för Burnley efter att ha ersatt Eddie Howe som lämnade klubben för att gå till  AFC Bournemouth. Dyche utsågs månadens tränare i Championship i september 2013 och ledde Burnley till deras bästa säsongsstart sedan klubben bildades 1882 och kvalificerade sig till Premier League 2014-15 efter en fyraårig frånvaro. Sejouren i högstaligan varade en säsong och de blev klara för nedflyttning med två matcher kvar av säsongen. Dyche ledde Burnley till uppflyttning för andra gången år 2016, med en 1-0-seger över Queens Park Rangers på Turf Moor den 2 maj. Den 15 april 2022 fick Dyche sparken efter nio och ett halvt år som huvudtränare i klubben.
Den 30 januari 2023 anställdes Dyche som huvudtränare för Everton. Han skrev på ett kontrakt till sommaren 2025 med Merseyside-klubben som nyligen hade sparkat Frank Lampard. Den 9 januari 2025 blev Dyche avskedad.